# Église Saint-Romain d'Auvinyà
L'église Saint-Romain (catalan : església de Sant Romà) est une église dans le style d'époque moderne de la paroisse de Sant Julià de Lòria, située dans le village de Auvinyà en Andorre.

## Description
Située sur la partie haute du village, il s'agit d'une église de plan rectangulaire, et dont le toit est couvert d'ardoise. La porte d'entrée est orientée au sud-ouest. Au-dessus du mur nord-ouest s'élève un clocher quadrangulaire.
L'église a été construite au XVIIe siècle et a bénéficié d'une restauration en 1964 sur un projet de l'architecte Cesar Martinell. Elle est protégée en tant que bé d'interès cultural depuis 2003.